# Bisköldkörtelhormonrelaterat protein
Bisköldkörtelhormonrelaterat protein (PTHRP) är ett protein vars aktivitet och effekt påminner om bisköldkörtelhormon. Det reglerar bland annat bentillväxt, tillväxt av bröstkörtlar, reabsorption av kalcium i njurarna, och tillväxt av tänder. Hos friska personer finns det bara i låga nivåer i serum, medan högre värden förekommer vid cancer med hyperkalcemi.
PTHRP upptäcktes 1987 vid forskning på lungcancer. Genen som kodar för PTHRP finns på kromosom 6, på lokationen 12p11.22, och består av sju exoner, samt liknar genen för bisköldkörtelhormon. Proteinet som genen kodar för består av 177 aminosyror, och utgörs av två delar, ett prohormon på 36 aminosyror och en mognadssekvens på 141 aminosyror. PTHRP är delvis identisk med bisköldkörtelhormon, delvis och till större delen annorlunda uppbyggd. Det utövar sin verkan genom att binda till ett av bisköldkörtelns receptorer, PTHR1, både i benvävnad och i njurarna, och härmar då hormonet i fråga.
Det deltar liksom bisköldkörtelhormon i både normal och patologisk kalciumomsättning. Det finns tecken på att det deltar i regleringen av celltillväxten i huden och hårsäckarna, och antas kunna bidra till framtida läkemedel mot psoriasis och håravfall. Dess normala funktion är troligen att agera mera lokalt än bisköldkörtelhormon som istället agerar mera systemiskt. Dock kan det genom att imitera det andra hormonet påverka nivåerna av fosfor, kalcium och vitamin D. Det är viktigt vid graviditet samt vid flera intracellulära signalöverföringar såsom av cAMP och adenylatcyklas.